# 連藍首魚
連藍首魚，為輻鰭魚綱鱸形目隆頭魚亞目慈鯛科的其中一種，分布於非洲坦干伊喀湖流域，體長可達8公分，棲息在岩石底質底層水域，以藻類為食，生活習性不明，可作為觀賞魚。

## 擴展閱讀
維基物種上的相關：連藍首魚